# البيضاء (السعودية)
البيضاء أو البيضا هو منتزة بري في شمال المدينة المنورة. يبعد عن الحرم النبوي تقريبا 45 كم. وتضاريس البيضاء عبارة عن جبال و أودية و غابات مطرية. يضم المتنزه تلة مغناطيسية بمنطقة وادي الجن، ويعتبر الخداع البصري التي تسببه تلك الظاهرة الطبيعية معلم جذب سياحي للمنتزه.